# Дом Карла Маркса

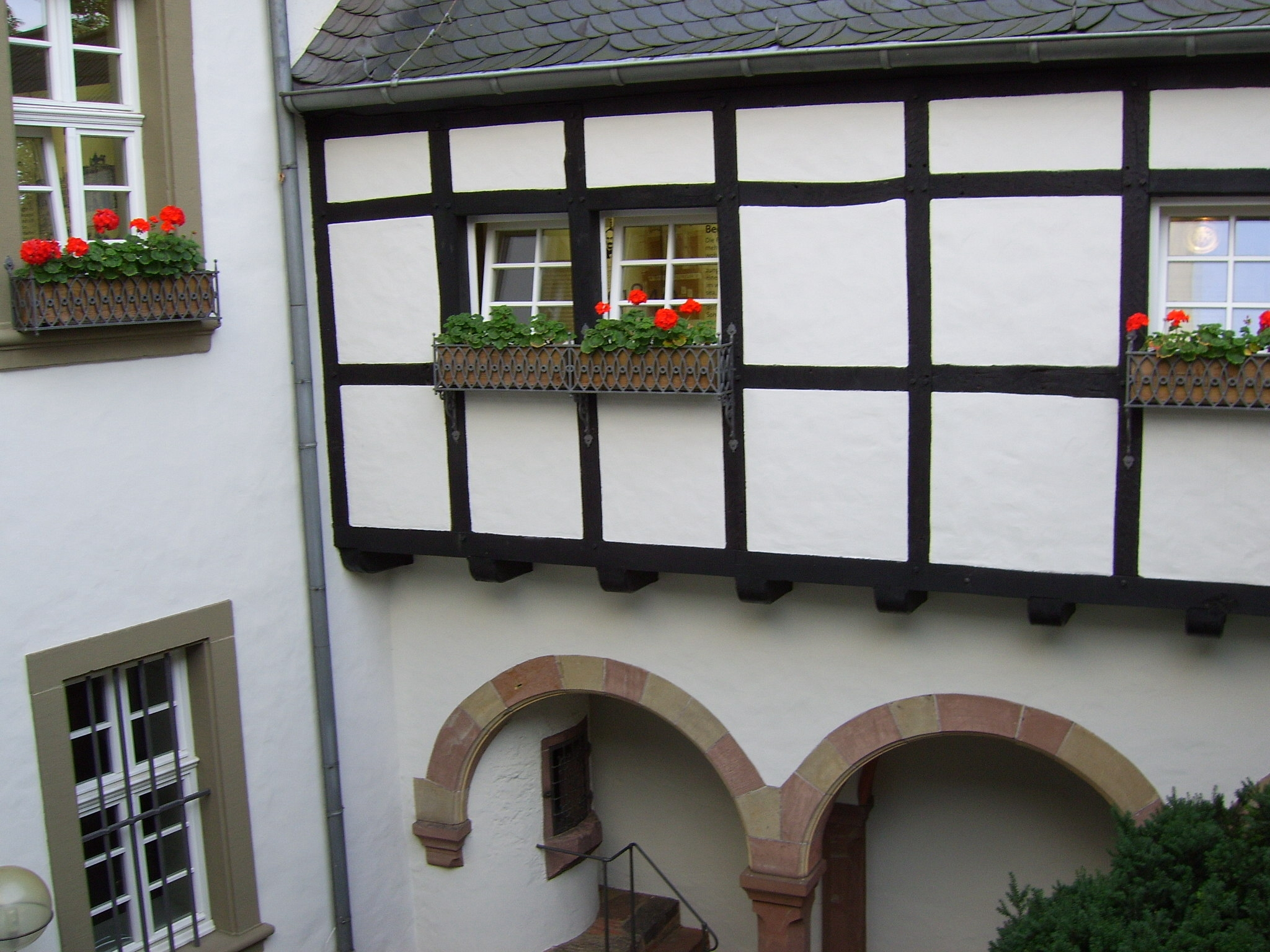
Внутренний дворик

Дом Ка́рла Ма́ркса — музей в немецком городе Трире, расположенный в здании, в котором родился экономист, философ, писатель и революционер Карл Маркс.

## История
Здание было построено около 1550 года по адресу Брюкенгассе, 664 (сегодня Брюккенштрассе, 10) на базе значительно реконструированного более старого строения. В 1727 году была осуществлена новая реконструкция на средства и от имени трирского курфюрста Иоганна Вильгельма Якоба Полха. Карл Маркс родился здесь 5 мая 1818 года став третьим ребёнком в еврейской семье адвоката Генриха Маркса (1777—1838) и его супруги Генриетты Маркс (1788—1863), в девичестве — Генриетты Пресбург. Семья родителей маленького Карла стала арендовать здесь жильё за месяц до его рождения, с 1 апреля 1818 года. В октябре 1819 года они переехали в более мелкое жилое здание недалеко от Порта Нигра, на Симеонгассе (ныне Симеонштрассе, 8), на котором сегодня в память Карле Марксе имеется мемориальная доска.
В 1875 году в доме на Брюккенштрассе был достроен второй этаж, а на первом этаже был открыт магазин. Двухэтажная конструкция с пятью осями, сегментные закрытые оконные стены из сводчатого камня и мансардная крыша полностью соответствуют строительным стандартам района Саар-Мозель в 18 веке.

## Создание музея
Во время Второй мировой войны здание нисколько не пострадало. 5 мая 1947 года в нём был открыт музей с несколькими выставочными залами. Выставка рассказывает о жизни и творчестве Карла Маркса. В 1968 году музей был дополнен исследовательским центром, включен в Фонд Фридриха Эберта, и в обновлённом виде открыт 5 мая 1968 года Вилли Брандтом. В день 100-летия со дня смерти Карла Маркса, 14 марта 1983 года, музей вновь открыл свои двери после годовой реконструкции и дополнения выставки, которая стала размещаться на всех трёх этажах. 10 сентября 1987 года Председатель Госсовета ГДР Эрих Хонеккер в рамках своего визита в Федеративную Республику Германию, в частности, в Трир, посетил Дом Карла Маркса и возложил венок. В визите в Дом Карла Маркса Хонеккер увидел «особый момент» своего путешествия.
В 2005 году выставка в музее была полностью переработана таким образом, чтобы показать влияние Карла Маркса на историю коммунизма в Советском Союзе, остальном Восточном блоке и в Китае.

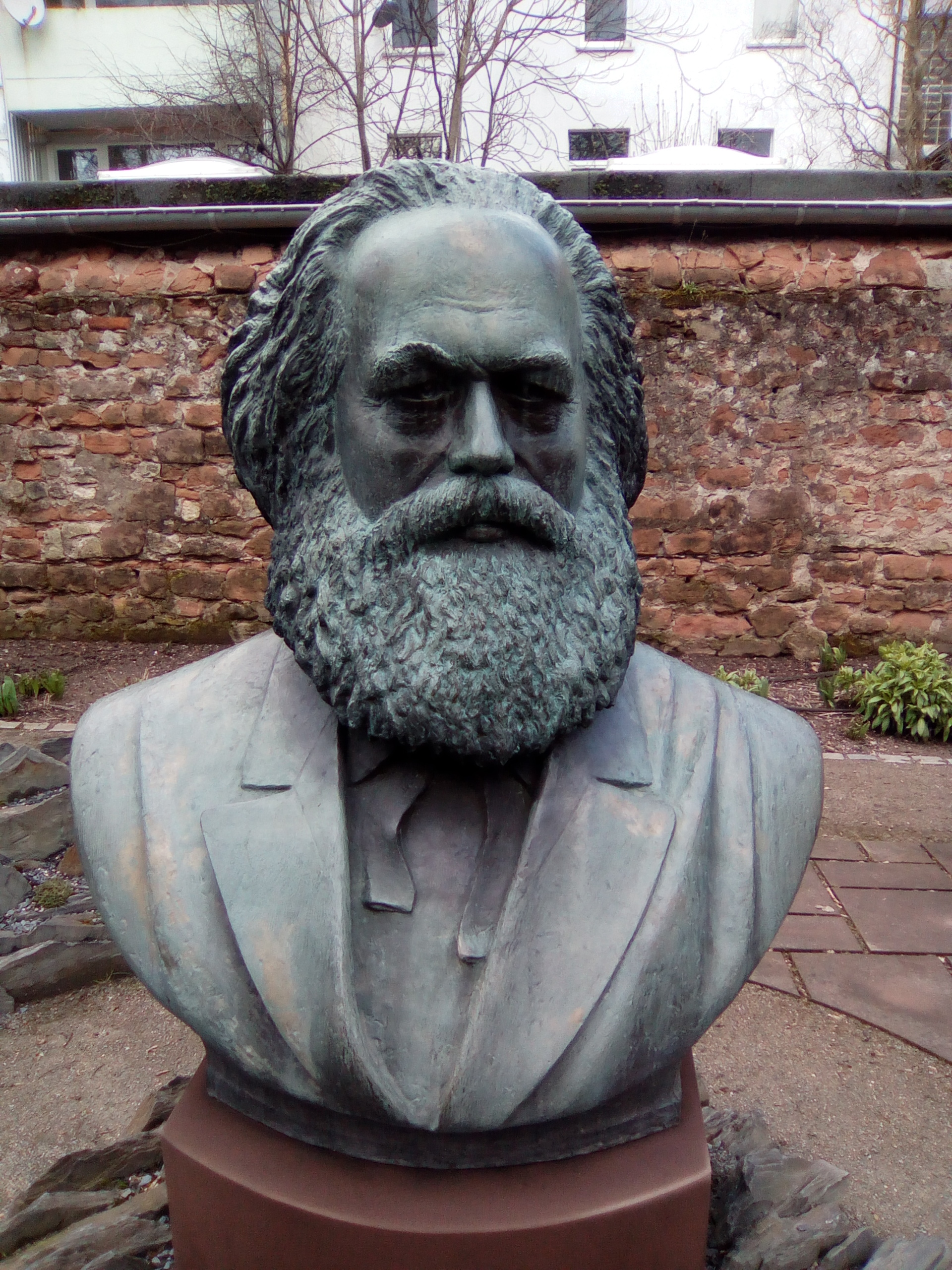
Бюст Карла Маркса в саду дома
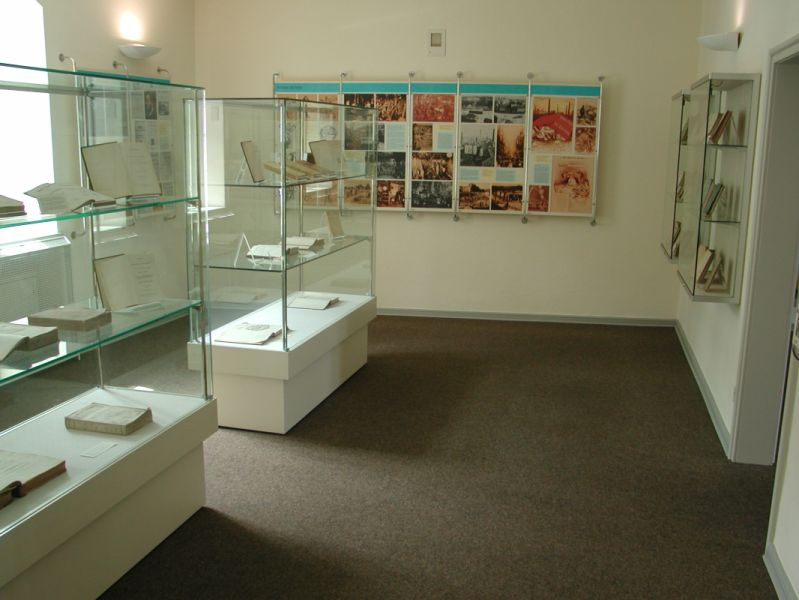
Выставочный зал в 2003 году
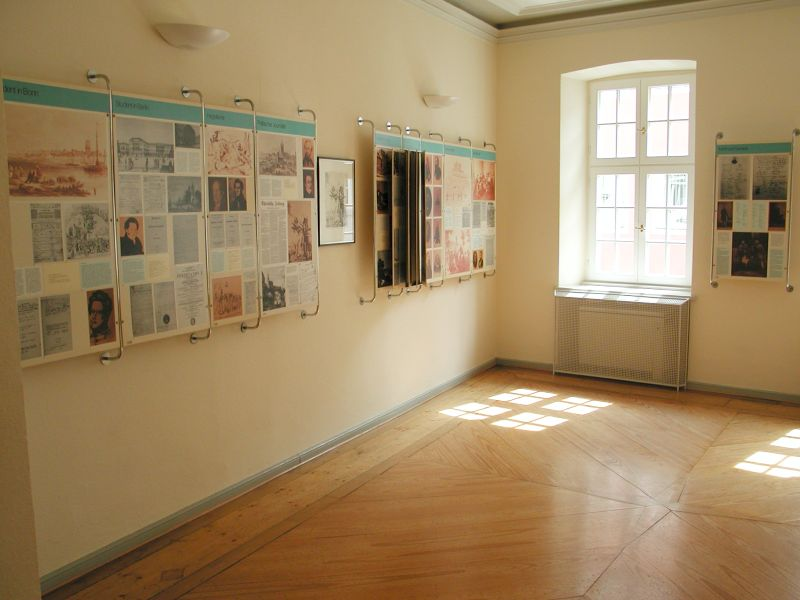
Выставочный зал в 2003 году

В доме Карла Маркса ежегодно около 32 000 посетителей (по состоянию на июнь 2005 года). Примерно треть из них — туристы из Китая, для которых это одна из главных достопримечательностей Германии.